# Bătălia de la Gangut
Bătălia de la Gangut (rusă Гангутское сражение, finlandeză Riilahden taistelu, suedeză Sjöslaget vid Hangöudd) a avut loc pe 27 iulieCalendarul iulian/ 7 augustCalendarul gregorian-1714 și a fost parte a Marelui Război al Nordului (1700-1721). Locul de desfășurare a fost lângă Capul Gangut (peninsula Hanko), în apropiere de actualul oraș Hanko (Finlanda) și, adversarii au fost Marina Suedeză și Marina Imperială Rusă. A reprezentat prima victorie semnificativă a Flotei Ruse.

## Context general
Marele război nordic început în 1700, s-a dat între Suedia și o coaliție a vecinilor săi. După primele mari succese suedeze a urmat campania dezastruoasă a regelui Suediei Carol al XII-lea din Rusia, încheiată cu catastrofa suedeză în bătălia de la Poltava, din 1709. De atunci Suedia nu mai avea șanse de a rezista aliaților pe uscat, dar pe mare supremația era de partea Suediei, Rusia abea începînd să-și construiască flota. Din acest motiv victoria definitivă era greu de obținut, fără a fi înfrântă vreodată, flota Suediei domina Marea Baltică. Acest lucru era o mare piedică în calea dezvoltării relațiilor economice dintre Rusia și Europa de Vest. Flota Rusiei din Marea Baltică a fost pentru Petru I o sarcină prioritară. În plus, marea era pasiunea lui.

## Bătălia
În vara anului 1714, Flota Rusiei, care avea în componență 99 de galere și 17 vase cu pânză, a intrat în Golful Finlandei. Galerele cu fundul plat erau, după părerea lui Petru, cea mai bună soluție pentru trecerea prin arhipelagurile înguste din Peninsula Gangut. Acolo rușii au fost întâmpinați de 16 nave și 5 fregate suedeze. Petru a reușit să păcălească inamicul. El s-a prefăcut că dislocă o parte din galerele sale în partea de nord a Gangutului. El a ordonat să se construiască prin istmul peninsulei un pavaj de lemn de doi kilometri și jumătate. Suedezii au căzut în capcană și au dislocat o parte a flotei, printre care și marea navă Elefant în partea de nord. Marea era liniștită, nu bătea vântul și vasele cu pânză ale suedezilor nu au putut să facă niciun fel de manevre, galerele rusești fiind în avantaj.
A avut loc bătălia decisivă, în care Petru a mizat pe lupta de abordaj. Marinarii au urcat pe punțile suedeze și au luptat corp la corp cu inamicul. Printre ei s-a aflat și țarul rus de doi metri, cu o spadă în mână. Marinarii ruși au capturat la Gangut zece nave suedeze, inclusiv vasul Elefant. A fost o victorie strălucitoare.

## Urmări
După bătălia de la Gangut, toate acțiunile militare s-au transferat pe teritoriul Suediei, iar în 1721 a fost încheiată pacea de la Nystadt. Marele Război al Nordului s-a încheiat cu victoria Rusiei, fapt care a situat Rusia în rândul celor mai puternice state europene. Fără Flota din Marea Baltică, este puțin probabil ca acest lucru să fie posibil.